# James Murray (Politiker, 1721)

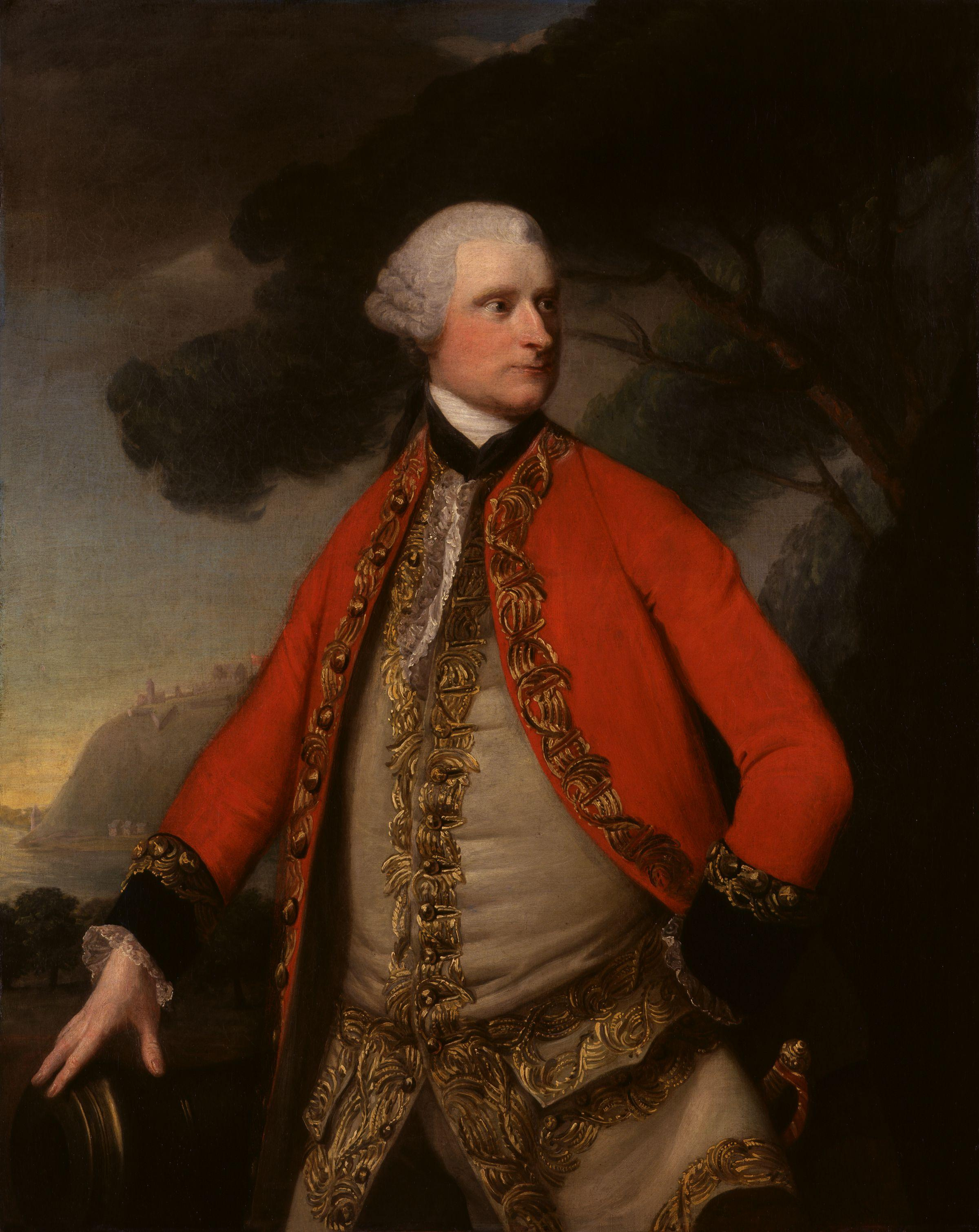
Hon. James Murray

Hon. James Murray CB (* 21. Januar 1721 in Ballencrieff, East Lothian; † 18. Juni 1794 in Battle, Sussex), Mitglied der Royal Society, war ein britischer General und Kolonialverwalter.

## Leben
Er war der siebte und jüngste Sohn des Alexander Murray, 4. Lord Elibank (1677–1736), aus dessen Ehe mit Elizabeth Stirling († 1756).
Er diente als Offizier in der British Army und stieg 1751 zum Lieutenant-Colonel des 15th Regiment of Foot auf. Bei der Schlacht auf der Abraham-Ebene (13. September 1759), die zur Eroberung von Québec führte, kommandierte er den linken Flügel von Major-General Wolfe. Von 1759 bis 1774 war er Gouverneur der Stadt Québec sowie von 1764 bis 1768 Gouverneur der Provinz Québec. 1765 wurde er zum Major-General und 1772 zum Lieutenant-General befördert.
Von 1774 bis 1778 war er Vizegouverneur und 1778 bis 1782 Gouverneur von Menorca. Im Amerikanischen Unabhängigkeitskrieg hielt er in der Festung San Felipe in Maó sieben Monate lang einer spanischen Belagerung stand, bis er schließlich im Februar 1782 kapitulieren musste. 1783 wurde er zum General befördert. Von 1789 bis zu seinem Tod, 1794, war er Gouverneur von Kingston upon Hull.
Von 1759 bis 1767 amtierte er als Colonel des 2nd Battalion des 60th (Royal American) Regiment of Foot, von 1767 bis 1789 als Colonel des 13th Regiment of Foot und von 1789 bis 1794 als Colonel des 21st Regiment of Foot.
Am 10. Mai 1955 ehrte die kanadische Regierung Murry für sein Wirken dadurch, dass sie ihn zu einer „Person von nationaler historischer Bedeutung“ erklärte.

## Ehen und Nachkommen
Am 17. Dezember 1748 heiratete er in erster Ehe Cordelia Collier (1722–1779). Die Ehe blieb kinderlos.
Am 14. März 1780 heiratete er in zweiter Ehe Anne Witham (1761–1824), Tochter des britischen Generalkonsuls auf Menorca, Abraham Witham. Mit ihr hatte er sechs Kinder:
- Cordelia Murray (1781–1849), ⚭ 1803 Rev. Henry Hodges;
- James Patrick Murray (1782–1834), Major-General der British Army, ⚭ 1803 Elizabeth Rushworth;
- George Murray († jung);
- Elizabeth Mary Murray († jung).
- Wilhelmina Murray (um 1787–1866), ⚭ 1813 James Douglas, 4. Baron Douglas;
- Anne Harriet Murray (1788–1850);